# كروموسوم صغير

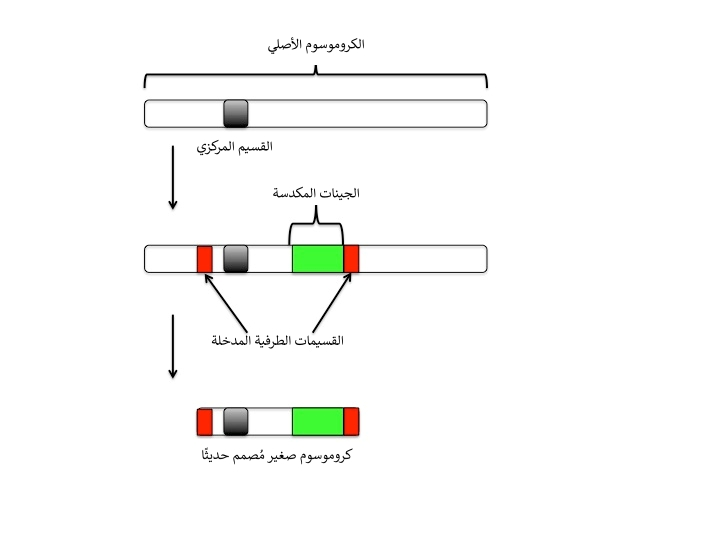
من خلال إدخال العديد من الجينات و التيلوميرات، يتم إنتاج كروموسومات مصغره قصيرة (minichromosome)، والتي يمكن بعد ذلك إدخالها في خلية مضيفة

الكروموسوم الصغير هو هيكل صغير يشبه الكروماتين ويشبه الكروموسوم، يتكون من السنتروميرات والتيلوميرات و أماكن متضاعفة (تتضاعف بشكل مستمر) ولكن القليل من هذه المواد الجينية الإضافية. تتكاثر بشكل مستقل في الخلية أثناء الانقسام الخلوي. يمكن أن تنشأ الكروموسومات الصغيرة عن طريق العمليات الطبيعية مثل انحرافات الكروموسومات أو عن طريق الهندسة الوراثية.

## الهيكل
يمكن أن تكون الكروموسومات الصغيرة قطعًا دائرية أو خطية من الحمض النووي. وذلك عن طريق تقليل كمية المعلومات الوراثية غير الضرورية في الكروموسوم بما في ذلك المكونات الأساسية اللازمة لتكاثر الحمض النووي (السنترومير والتيلوميرات وسلاسل المتكررة)، يهدف علماء البيولوجيا الجزيئية إلى بناء منصة كروموسومية يمكن استخدامها لإدخال أو تقديم الجينات الجديدة في الخلية المضيفة.

## الإنتاج
يعتمد إنتاج الكروموسومات الصغيرة من خلال تقنيات الهندسة الوراثية على طريقتين أساسيتين، وهما الطريقة الأولى دي نوفو (من الأسفل إلى الأعلى) والطريقة الثانية من أعلى إلى أسفل.

### دي نوفا
يتم تجميع الأجزاء الأصغر حجما المكونة للكروموسوم (السنترومير والتيلوميرات وسلاسل الحمض النووي) باستخدام تقنيات الاستنساخ الجزيئي لبناء محتويات الكروموسومات المرغوبة في المختبر. بعد ذلك، يجب تحويل المحتويات المطلوبة من الكروموسوم الصغير داخل مضيف قادر على تجميع المكونات (عادة ما تكون خلايا الخميرة أو الثدييات) إلى كروموسوم وظيفي. وقد حاولت هذه الطريقة إدخال الكروموسوم الصغير في الذرة لفحص إمكانية الهندسة الوراثية، ولكن النجاح كان محدودا ومشكوكا فيه. ولكن عموما، فإن طريقة دي نوفو هو أكثر صعوبة من طريقة من أعلى إلى أسفل بسبب مشاكلة اختلاف الطبيعة الكروموسومية لمنطقة الوسط في الكروموسوم

### من أعلى إلى أسفل
تستخدم هذه الطريقة آلية اقتطاع الكروموسومات التي تعمل بواسطة التيلومير (TMCT). هذه العملية هي إنتاج الاقتطاع عن طريق التحويل الاختياري لسلاسل التيلومير داخل الجينوم المضيف. تؤدي هذه الإضافة إلى إنشاء سلاسل من التيلومرأكثر وحدوث اقتطاع نهائي للكروموسوم. يمكن بعد ذلك تغيير الكروموسوم المقطوع حديثًا من خلال إدخال جينات جديدة لصفات معينة مرغوب بها. تُعتبر هذه الطريقة عمومًا الوسيلة الأكثر منطقية لإنتاج كروموسومات أكثر لاستخدامها في الهندسة الوراثية للنباتات. على وجه الخصوص، تكمن ميزة هذه الطريقة في ما اظهرته من ثبات للكروموسومات خلال عملية الانقسام الخلوي. اما عيبها الوحيد فظهر في ان عملها يحتاج الي عمالة كثيره.

## دورها في الهندسة الوراثية
على عكس الطرق التقليدية للهندسة الوراثية، يمكن استخدام الكروموسومات الصغيرة لنقل مجموعه متعددة من الجينات وتمثيلها في حزمة كرموسوم واحدة. الطرق التقليدية التي تتضمن إدخال جينات جديدة في سلاسل موجودة مسبقا تؤدي إلى تعطيل الجينات الداخلية وبالتالي تؤثر سلبًا على الخلية المضيفة. بالإضافة إلى ذلك، مع الأساليب التقليدية لإدخال الجينات، لم يكن للعلماء القدرة على التحكم في مكان وجود الجينات الجديدة المضافة على كروموسومات الخلية المضيفة، مما يجعل من الصعب التنبؤ بوراثة جينات متعددة من جيل إلى جيل. تسمح تقنية الكروموسومات الصغيرة بوضع الجينات جنبًا إلى جنب على الكروموسوم نفسه وبالتالي تقليل احتمالية الفصل بين السمات الجديدة.

### النباتات
في عام 2006، أظهر العلماء الاستخدام الناجح لاقتطاع التيلومير في نباتات الذرة لإنتاج الكروموسومات الصغيرة (minichromosomes)التي يمكن استخدامها كقاعده لإدخال الجينات في جينوم النبات. في النباتات، يتم الحفاظ على تسلسل التيلومير، مما يعني أنه يمكن استخدام هذه الاستراتيجية بطريقة ناجحة لبناء الكروموسومات الصغيرة الإضافية في أنواع النباتات الأخرى.
في عام 2007، أبلغ العلماء عن نجاحهم في تجميع الكرموسومات الصغيرة في المختبر باستخدام طريقة دي نوفو (de novo).
ان استخدام الكرموسومات الصغيرة (minichromosomes) يهدف إلى إنتاج صفات جديدة مرغوب بها. وتشمل المزايا الرئيسية القدرة على إدخال المعلومات الجينية التي تتوافق بشكل كبير مع جينوم المضيف. هذا بدوره يلغي خطر تعطيل مختلف العمليات الهامة مثل انقسام الخلايا والتعبير الجيني. مع التطوير المستمر، قد يكون لمستقبل استخدام الكرموسومات الصغيرة تأثير كبير على إنتاجية منتجات جديدة.

### كائنات حية الأخرى
كما تم ادخال الكروموسومات الصغيرة في خلايا الخميرة والحيوان بنجاح. وتم ذلك ادخال هذه الكرموسومات باستخدام طريقة دي نوفو.